# Nappy Valley
Pour les articles homonymes, voir Nappy.
Nappy Valley (vallée des couches) est à l’origine le surnom donné à Battersea, un quartier du sud de Londres. Il désigne un espace caractérisé à la fois par un fort taux de natalité et par la prédominance de classes moyennes-supérieures, dans une atmosphère de néo-convivialité articulée notamment autour des cafés et restaurants,.